# Al Wakrah
Al Wakrah (în arabă الوكرة) este capitala municipiului Al Wakrah din Qatar. Marginea de est a lui Al Wakrah este țărmurile Golfului Persic, iar capitala Qatarului, Doha, este situată la nordul imediat al orașului. Guvernat de șeicul Abdulrahman bin Jassim Al Thani, a fost inițial un mic sat de pescuit și perle. De-a lungul anilor, a evoluat într-un oraș mic, cu o populație de peste 80.000 de locuitori și în prezent este considerat al doilea oraș ca mărime din Qatar.
A suferit o dezvoltare și o creștere extinsă de la începutul secolului 21, în timp ce a fost invadată în mod constant de extinderea rapidă a Doha din nord. Printre reperele notabile din istoria modernă a orașului se numără inaugurarea în mai 2019 a Stadionului Al Janoub, un loc de desfășurare a Cupei Mondiale din Qatar 2022, deschiderea Satului Patrimoniului Al Wakrah în 2016, Proiectul Al Wakrah Main Road, care a fost se va finaliza în 2020 și integrarea orașului în linia roșie a metroului Doha.